# Latécoère 631
El Latécoère 631 fue un gran hidrocanoa hexamotor concebido para transportar 46 pasajeros en la ruta del Atlántico Norte. Un notable diseño de la preguerra comenzado en 1937, que sin embargo, entró en servicio en 1947. El Late 631 no fue un éxito, su operación era antieconomica y en aquellos años con la aparición de los grandes "liners" (Lockheed Constellation, Douglas DC-4 , etc) era inminente la desaparición de los grandes hidrocanoas de transporte de pasajeros. El primer ejemplar resultó destruido durante la Segunda Guerra Mundial y cuatro de los once aviones construidos se perdieron en accidentes. No obstante, en su momento, fue la hidrocanoa civil más grande construida y considerado el diseño más bello en su época.

## Historia, diseño y desarrollo

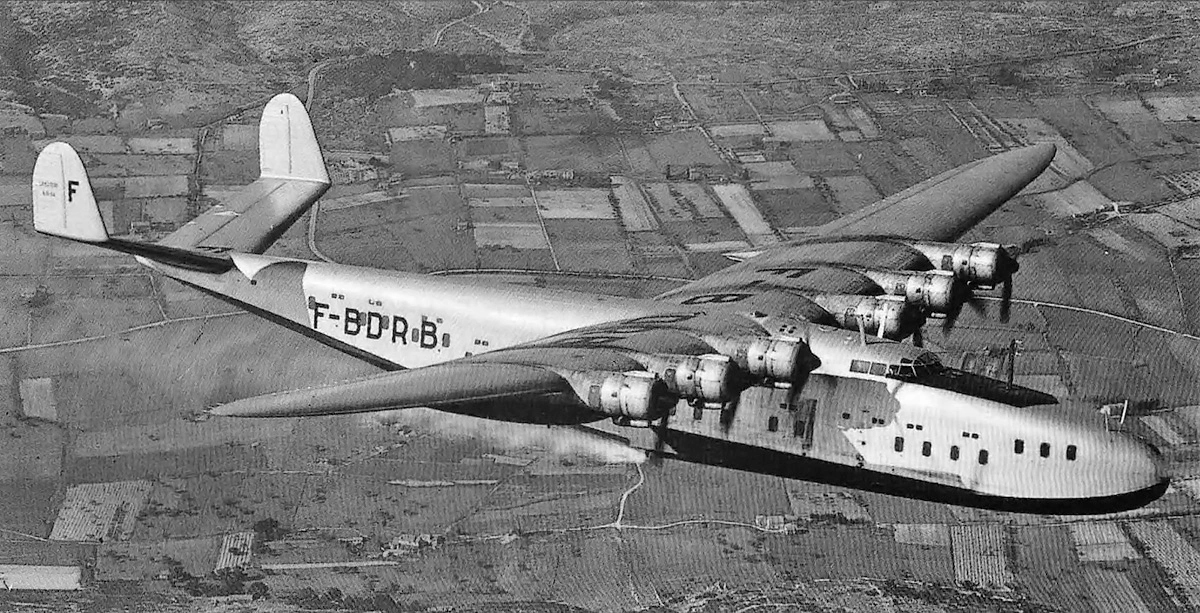
Un Latécoère 631-B volando (circa.1947)

Fue desarrollado en respuesta a una especificación del Ministerio del Aire francés en 1936 solicitando diseños para un hidrocanoa transatlántico de pasaje y correo destinado a ser operado por Air France con un alcance de 6000 km y capacidad para 20 pasajeros y 500 kg de carga. En 1937, la Direction Générale de l'Aviation Civile emitió unas nuevas y mucho más exigentes especificaciones. El peso máximo en despegue aumentó de 30 a 70 t y el número de motores se mantuvo libre entre cuatro y ocho. Para la ruta del Atlántico Sur, se debía poder transportar 40 pasajeros y 3 t de carga con una autonomía de 3200 km; en la del Atlántico Norte, una autonomía de 6000 km y una velocidad máxima de 300 km/h. Los diseños fueron presentados por las compañías Latécoère , Lioré et Olivier y Potez-CAMS, como Latécoère 631 , Lioré et Olivier LeO H.49 (más tarde designado SNCASE SE.200 Amphitrite) y Potez-CAMS 161 respectivamente.
En un principio estaba previsto que fuera propulsado por seis motores radiales refrigerados por aire de 18 cilindros en doble fila Gnome et Rhône 18L  instalados en el borde de ataque del ala, pero no había ninguno disponible, (de hecho, dicho motor resultó no ser un éxito y se abandonó en 1939 debido a una mala relación potencia-peso) por lo que se instalaron motores radiales Wright Cyclone de 1290 hp (962 kW). La siguiente máquina fue equipada con motores Wright Cyclone GR-2600-A5B con una potencia nominal de 1194 kW (1646 hp). 
Era un gran monoplano de ala alta y construcción totalmente metálica con casco de dos redientes, los flotadores estabilizadores se retraían totalmente en vuelo en las góndolas de los motores exteriores y la unidad de cola doble era bi-deriva. El área de ala era tan grande que los mecánicos podían examinar y mantener los motores en vuelo desplazándose su interior.
La aeronave, en versión lujosa disponía de todo tipo de comodidades; con cuarenta y cuatro plazas -sillones de cuero- convertibles de noche en literas con sábanas y mantas, divididas en camarotes de dos o cuatro pasajeros cada uno separados por cortinas, la mayoría de ellos con lavabo; incluía también una lujosa mini- barra con mesas y sillones lamentablemente ubicada demasiado cercana a las hélices en la zona de máximo ruido, una cocina a gas con mesa de trabajo, y heladera para la preparación de las comidas calientes servidas en vuelo. La tripulación tenía un amplio habitáculo en la cubierta superior que permitía un cómodo desplazamiento, el navegante-ingeniero tenía su puesto atrás de los asientos del pilotaje y la cabina de mando estaba situada en la parte central delantera del fuselaje lo que extendía su nariz-proa. 
La construcción de la aeronave se detuvo debido al estallido de la Segunda Guerra Mundial y no se reanudó hasta después de la firma del Armisticio del 22 de junio de 1940 . El prototipo construido en Toulouse Laté 631.01, registrado F-BAHG, voló por primera vez el 4 de noviembre de 1942 y en ese mismo año se encargaron otros tres ejemplares que no fueron puestos en vuelo hasta marzo de 1945, finales de 1946 y mayo de 1947. No tuvo ninguna versión militar francesa, pero si en manos alemanas.
Los vuelos de prueba del prototipo se interrumpieron a causa de la  ocupación alemana del sur de Francia en 1942. Posteriormente fue confiscado por los alemanes e integrado en la Luftwaffe, que le asignó los códigos 63 + 11 (hay "baile" de números según qué fuentes). El avión fue trasladado al Lago de Constanza, cambiada sus marcas y basado en Friedrichshafen , junto a los grandes hidrocanoas franceses SE.200 Amphitrite 20 + 01 y Potez-CAMS 161  El escritor y especialista en hidrocanoas franceses Gérard Hartmann afirma que el SE.200 y el Laté 631 fueron destruidos en el lago el 21 de enero de 1944 (también existen fechas diferentes según fuentes), pero que el Potez-CAMS escapó y fue enviado a Rügen en el mar Báltico donde fue destruido por una patrulla de cazas P-51 Mustang en septiembre de ese mismo año.
El segundo avión, F-BANT, realizó su primer vuelo el 7 de marzo de 1945 y fue entregado a Air France en julio; estaba impulsado por seis motores Wright Cyclone de 1600 hp (1200 kW) cada uno. En marzo de 1948, Air France recibió tres Laté 631, F-BANU "Henry Guillaumet" (n° 3), F-BDRA (n° 4) y F-BDRC (n° 6). Dispuestos para 44 pasajeros y una carga útil de 4700 kg, y una tripulación de 14 hombres. Desde el 5 de julio de 1947, sirvió la ruta Biscarrosse-Nuadibú -Fort-de-France (Indias Occidentales) (dos viajes por mes). Las aeronaves fueron retiradas del servicio en agosto de 1948 después de la pérdida del F-BDRC a pesar de haber operado dos años de servicio regular sin ningún incidente.
Después de una revisión técnica, dos aparatos (números de construcción 3 y 4) se transfieren a SEMAF (Société d'Exploitation du Matériel Aéronautic Français) que las utiliza entre Francia y las colonias del África Ecuatorial Francesa; esta aerolínea operó estos dos aparatos en servicios mixtos de pasaje y carga hasta 1950, cuando el sobreviviente fue retirado después de la pérdida del F-BANU el 28 de marzo de ese año.
La aerolínea Société France Hydro compró en 1954 los seis aparatos supervivientes (algunos no completados) y en principio, operó un aparato hasta su pérdida el 10 de septiembre de 1955 muriendo los ocho a bordo, entre ellos el fundador de la compañía Louis Demouveaux; por ello, fue el último hidrocanoa que voló y el fin de la aerolínea; los planes para reparar, completar su montaje - algunos estaban sin terminar - y poner en condiciones de vuelo los restantes fueron abandonados. El hangar en la base de la compañía Latécoère en Hourtiquets en el Lac de Biscarrosse en el que estaban almacenados se derrumbó en 1956 después de una fuerte nevada, con el resultado de varios aviones gravemente dañados; la reparación y terminación de alguno de ellos no se consideró rentable por lo que todos fueron desguazados a partir de 1957. 
El Latécoère 631 no fue un éxito debido a que no era confiable; sufrió de vibraciones en los motores y cajas de engranajes que generaron fenómenos de resonancia destructiva (pérdida de palas de hélice, fallos del control del ala, rotura del ala, pérdida del avión). Este fenómeno se debió quizás a la adaptación de las hélices Ratier francesas con paso variable en los motores Wright estadounidenses; por otro lado, su operación era totalmente antieconomica.
A pesar de todo, los Laté 631 (cuatro aviones realmente operados de los once construidos) tendrán en su haber, el haber podido realizar durante un año el enlace comercial sin escalas más largo de su tiempo, uniendo Port-Étienne con Fort-de-France , es decir, 4700  km sin escalas, batiendo algunos récords mundiales, en la ruta entre Burdeos y la isla Martinica establecida a partir del 25 de julio de 1947. Otro detalle en contra del diseño fue no tener capacidad de eliminar el hielo acumulado en sus bordes de ataque cuando atravesaba mal clima.  El total de víctimas sumadas llegó a 101 personas en los 5 aparatos siniestrados.

## Accidentes e incidentes

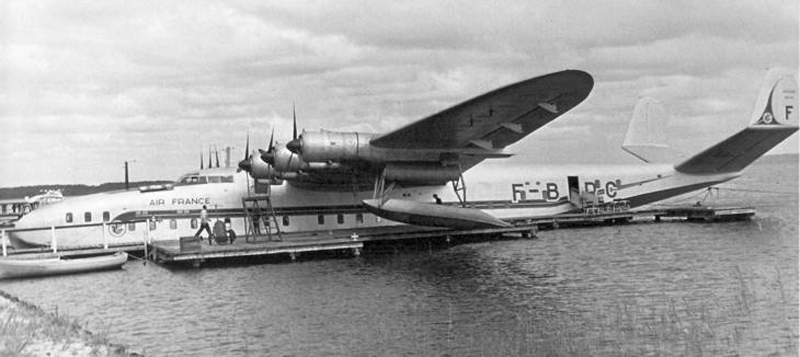
El Latécoère 631-C siniestrado en el océano Atlántico.

- 31 de octubre de 1945, F-BANT Lionel Marmier (nº/sre 2) de Air France en vuelo desde Río de Janeiro, a Montevideo y Buenos Aires, pierde la hélice del motor nº 3 dañando al nº 2; una pala de la hélice cortó un agujero de 3 m en la cabina, matando a dos pasajeros. Se inició un incendio y se realizó un aterrizaje de emergencia en la Laguna de Rocha , Uruguay. La aeronave fue posteriormente reparada y devuelta al servicio. Fue retirado en 1954 tras 420 horas de vuelo y fue el último avión de la serie en ser desguazado a finales de 1963
- 21 de febrero de 1948, el F-BDRD (nº/sre 7) de la compañía SNCAN se estrelló en el Canal de la Mancha, cerca de Saint-Marcouf en una tormenta de nieve con la pérdida de las diecinueve personas a bordo. El avión realizaba la ruta Saint-Malo , a Biscarrosse, Landes.
- 1 de agosto de 1948, El vuelo 072 de Air France (F-BDRC) (nº/sre 6) se estrelló en el Océano Atlántico con la pérdida de las 52 personas a bordo. El avión operaba un vuelo desde Fort de France , Martinica a Port-Étienne, Mauritania. Después de esta pérdida, el Latécoère 631 fue retirado del servicio en Air France. El cutter de la Guardia Costera de los Estados Unidos USCGC Campbell informó haber encontrado restos el 4 de agosto, pero no hubo señales de sobrevivientes.
- 28 de marzo de 1950, el F-BANU luego F-WANU (nº/sre 3) Henri Guillaumet de SEMAF se estrelló en el Océano Atlántico frente al Cap Ferret, Gironde, después de que fallaran los acoplamientos de control de los alerones debido a una vibración severa en una de las cajas de cambios de los motores con la pérdida de las doce personas a bordo. El avión estaba en un vuelo de prueba desde Biscarrosse para determinar la causa del accidente del vuelo 072 de Air France.
- 11 de septiembre de 1955, el F-BDRE (n°/ser. 8) de Société France-Hydro sufrió la separación de las alas (probablemente debido a la cizalladura del viento) después de volar a través de una tormenta tropical y se estrelló a 38 millas al norte de Banyo, en el Camerún francés , muriendo los ocho tripulantes a bordo. El avión realizaba un vuelo desde el Lac Lérè, Chad , a Duala , Camerún francés (ahora Camerún), en ruta a Biscarrosse para mantenimiento[5] ya que contaba en aquel momento con 2000 horas de vuelo.

## Especificaciones técnicas

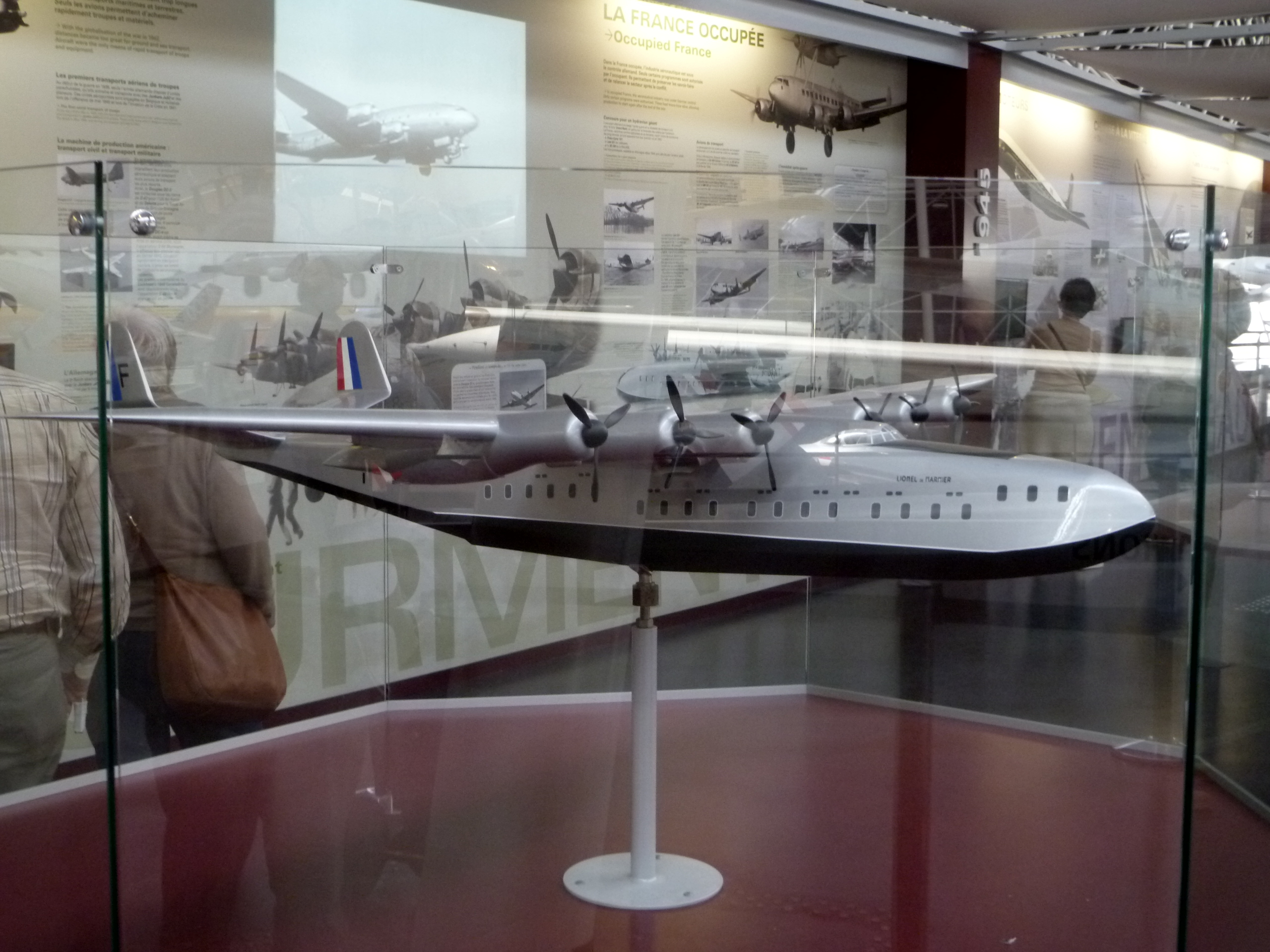
Módelo de un Latécoère 631-Museo aeroespacial de Toulouse.

Referencia datos: Angelucci, Enzo (1986). World Encyclopedia of civil aircraft (1st edición). London: Willow Books. p. 305. ISBN 0-00-218148-7.

### Características generales
- Tripulación: 5/7/14
- Capacidad: 44/46
- Longitud: 43,46 m
- Envergadura: 57,43 m
- Altura: 10,1 m
- Superficie alar: 349,4 m²
- Peso vacío: 32400 kg
- Peso cargado: 71350 kg
- Planta motriz: 6× radial 14 cilindros en doble estrella refrigerado por aire Wright R-2600-A5B Cyclone 14.
  - Potencia: 1194 kW (1646 HP; 1624 CV) cada uno.
- Hélices: Ratier de paso variable

### Rendimiento
- Velocidad nunca excedida (Vne): 394 km/h
- Velocidad crucero (Vc): 297 km/h
- Alcance: 6035 km
- Techo de vuelo: 4000 m
- Carga alar: 92,7 kg/m²
- Potencia/peso: 0,10 kW/kg

## Operadores
- Francia
- Air France
- SEMAF - (Société d'Exploitation du Matériel Aéronautic Français)
- Société France-Hydro
- Alemania
- Luftwaffe